# Hermann Chiari
Hermann Chiari (* 6. Dezember 1897 in Wien; † 24. Oktober 1969 ebenda) war ein österreichischer Pathologe.

## Leben
Nach Studium an der Universität Wien (Dr. med. univ. 1922) 1926 wurde er Assistent am Pathologisch-anatomischen Institut der Universität Wien unter Rudolf Maresch, bei dem er sich 1931 habilitierte und dessen Nachfolger als Ordinarius er 1936 wurde. 1951/1952 und 1952/1953 war er Dekan der Medizinischen Fakultät der Universität Wien. Er war ordentliches Mitglied der Österreichischen Akademie der Wissenschaften und gehörte ab 1960 der Deutschen Akademie der Naturforscher Leopoldina an.

## Schriften (Auswahl)
- mit Rudolf Maresch: Anleitung zur Vornahme von Leichenöffnungen. Berlin 1933, OCLC 230758426.
- Die pathologische Anatomie des akuten Rheumatismus. Dresden 1938, OCLC 920331041.
- mit Michael Wanke: Oesophagus. Berlin 1971, ISBN 3-540-05249-6.